# Àcid cafeic

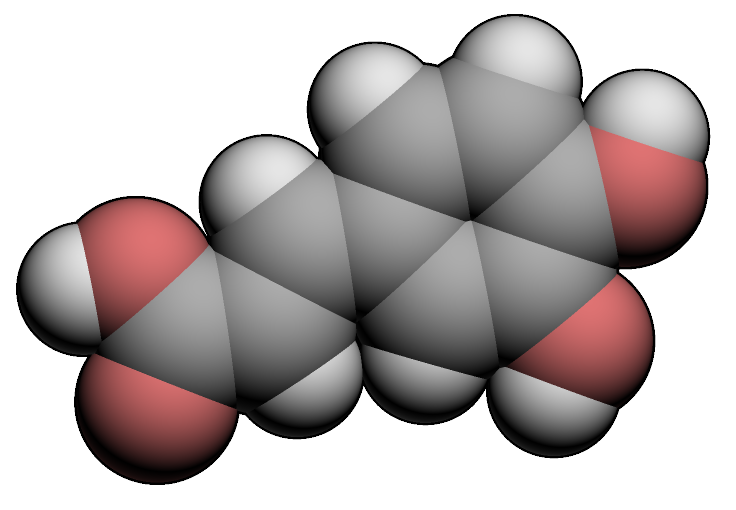
Fórmula en relleu

L'àcid cafeic és un compost orgànic, no relacionat amb la cafeïna, que ocorre de manera natural. La seva fórmula química és:C9H₈O₄
És un sòlid groc compost de grups funcionals d'àcid fenòlic i àcid acrílic. Es troba en totesles plantes perquè és un intermediari clau en la biosíntesi de la lignina.
L'àcid cafeic és biosintetitzat per hidroxilació a partir de l'àcid cumàric és precursor d'àcids que constirtueixen la lignina.

## En medicina tradicional i alternativa
Alguns experiments mostren que inhibeix la carcinogènesi, però d'altres el mostren comun carcinogen. In vitro i in vivo és un antioxidant. També té activitat immunodulatòria i antiinflamatòria.